# 艳山红街道
艳山红街道，是中华人民共和国贵州省貴陽市白云区一个已撤销的街道办事处。
2012年前，下辖：长宁社区、长山社区、红云社区、迎宾社区、中航社区、新星社区和蓝天社区。2012年8月14日，贵阳市人民政府通知决定撤销49个街道办事处，设立90个社区服务中心。